# Type 12 (siluro leggero)
Il Type 12 (in giapponese Hitofuta shiki tan gyōrai) è un siluro leggero giapponese progettato dal Technical Research and Development Institute (TRDI) dell'Agenzia della Difesa giapponese, noto anche con la sigla G-RX5, che gli fu assegnata durante lo sviluppo. Il costruttore è il gruppo industriale Mitsubishi Heavy Industries, che si occupa di tutti gli aspetti pratici nella fabbricazione e gestione dell'arma. Questo siluro è derivato direttamente dal precedente Type 97, con il quale condivide molte componenti.
Il Type 12 è entrato in servizio nel 2012 nella Marina giapponese, per essere impiegato da navi, aerei ed elicotteri.

## Storia e sviluppo
Lo sviluppo del siluro Type 12 nasce come miglioramento del precedente Tyoe 97, con il quale condivide molte parti, come il sistema propulsivo e la testata bellica. L'esigenza di disporre di un nuovo siluro era sorta dalla necessità di distruggere i sottomarini nemici non soltanto in oceano aperto e in acque profonde, ma anche nelle acque costiere e poco profonde. 
Il Technical Research and Development Institute (TRDI) dell'Agenzia della Difesa giapponese iniziò lo studio su questo nuovo tipo d'arma nel 1998, per concludere positivamente le ricerche nel 2003, affermando la fattibilità del progetto. Così lo sviluppo concreto del siluro cominciò nel 2005, e nel 2009 furono effettuati i primi test di prova. Nel 2012 il siluro fu dichiarato completato, ed entrò immediatamente in servizio.

## Caratteristiche tecniche
Il siluro Type 12 è quasi identico al precedente Type 97, dal quale ha adottato lo stesso sistema propulsivo.. Si tratta infatti di un motore a turbina a vapore a ciclo chiuso che utilizza il calore prodotto dalla reazione chimica fra litio ed esafluoruro di zolfo. Con questo sistema non si producono emissioni e perciò non richiede uno scarico. 
Anche la testata bellica è la stessa, ed è composta da una carica esplosivo ad alto potenziale e una carica sagomata studiata per penetrare gli scafi di maggiore spessore.
La differenza sostanziale è però nel sistema di guida e nei sensori installati, molto più sensibili e avanzati, composti da un array di trasduttori acustici a banda larga, un imaging sonar in grado di distinguere e discriminare gli obiettivi (evitando le esche), e un sensore magnetico. La capacità di elaborazione elettronica permette di contrastare gli effetti negativi come il riverbero del segnale. Anche la manovrabilità del siluro è stata notevolmente migliorata consentendogli di navigare in acque basse e poco profonde.

## Impiego operativo
Il siluro Type 12 fa parte dell'equipaggiamento degli elicotteri antisom SH-60K, dei successivi SH-60L, e degli aerei da pattugliamento P-3C e P-1. Inoltre può essere imbarcato sulle navi dotate di lanciasiluri HOS-303 (versione evoluta del lanciasiluri Mk 32). Infine è montato sul missile antisommergibile Type 07 SUM.